# دايفيد ك. فيري
دايفيد ك. فيري (بالإنجليزية: David K. Ferry)‏ هو فيزيائي ومهندس أمريكي، ولد في 1940.